# Adélard de Bath
Pour les articles homonymes, voir Adélard et Bath (homonymie).
Adélard de Bath (Bath, v. 1080 - v. 1152), est un savant et enseignant anglais, arabophile (voire traducteur de l'arabe), philosophe, mathématicien et naturaliste, moine bénédictin du XIIe siècle. Il est célèbre pour ses versions latines des Éléments d'Euclide et pour son éloge de la raison de l'érudition arabe contre l'autorité des maîtres latins de son temps.
Il est considéré comme un précurseur de Robert Grosseteste et de Roger Bacon, et sa dernière biographe le qualifie de First English Scientist. Ce fut un adepte du mouvement scolastique.

## Biographie
On connaît peu de la vie d'Adélard. Fils d'un certain Fastrad, il est membre de la suite de l'évêque de Bath et Wells, Jean de Villule (1088-1122), dit aussi Jean de Tours. Adélard fit ses études à Tours, puis enseigna peut-être à Laon. Son « neveu », des deux dialogues L’Un et le divers et Questions naturelles, est peut-être un jeune noble qui y étudia sous sa direction. Un mathématicien, Ocreatus ou O'Creath, le qualifie de « mon maître » (magistrum suum) dans le prologue d'un ouvrage sur les chiffres arabes (Prologus N. Ocreati in Helceph).
Adélard se rendit en Italie méridionale et en Sicile pour s'instruire sur la culture grecque, selon son traité Sur le même et le différent dédié à l'évêque Guillaume de Syracuse (mort en 1115 ou 1116). De même, et comme indiqué dans les Questions naturelles, il aurait voyagé jusqu'à Tarse (Cilicie) et Mamistra en vue d'étudier les sciences arabes. Même sans certitude, il est probable qu'Adélard ait séjourné dans ces pays plusieurs années à ces fins, voire à Tolède, à Antioche, à Damas, en Égypte, en Arabie ou en Grèce.

## Lastudia Arabum
Après son retour à Bath, il établit à l'intention de ses étudiants et de ses protecteurs de nombreuses traductions latines d'ouvrages en arabe, probablement avec l'aide de Pierre Alfonsi, en tout cas en rapport avec les traductions réalisées autour de Tolède. À ce sujet, Charles Burnett (1990) signale que rien n'indique qu'Adélard traduisait directement de l'arabe ou même qu'il le lisait couramment.
Pour Clara Foz (1998, p. 46), « le fait que cet Anglais fasse constamment référence dans ses œuvres aux arabum studia, c'est-à-dire aux études arabes qu'il n'a de cesse d'opposer au savoir routinier de ceux qui s'en tiennent aux maîtres latins, aux autorités des "studia Gallica", témoigne du choc que la découverte des travaux scientifiques arabes a représenté pour le milieu des lettrés latins du XIIe siècle ; il témoigne également du conflit résultant de l'incompatibilité existant entre le "bagage culturel" des lettrés latins du XIIe siècle et les connaissances auxquelles leurs travaux de traductions leur permirent d’accéder. »

« Les maîtres arabes m'ont appris une chose, c'est à me laisser guider par la raison, tandis que toi tu es ébloui par l'apparence de l'autorité et guidé par d'autres brides (qui ne sont pas celle de la raison). Car, en réalité, à quoi sert l'autorité si ce n'est de bride ? »

— Questions naturelles, Ch. VI

## Un jalon de la philosophie occidentale
En plus d'appeler à recourir aux sources arabes et grecques du savoir et de réflexion, Benoît Patar (2006) note qu'Adélard « affirme le caractère foncièrement mortel de l'homme, le péché n'ayant joué qu'un rôle secondaire au niveau de la destinée de l'espèce ».

## Élémentsd'Euclide
Ses versions latines des Éléments d'Euclide d'après les traductions d'Hajjaj et de Thabit ont vraisemblablement été réalisées à l'intention de ses étudiants. Connues alors sous le titre de Geometrica, on en connait trois variantes probablement rédigées par d'autres auteurs. Pour Charles Burnett (1997), ces textes d'Adélard ou qui lui ont été attribués, sont considérés comme le « point de départ à la spéculation géométrique en Occident ».
On sait que Campanus de Novare et Roger Bacon l'ont consultée, et que Thierry, membre de l'École de Chartres,  l'a intégrée à son encyclopédie des arts, l'Heptateuque (Heptateuchon).

## Autres traités et versions latines
Éditions de traductions
- De opere astrolapsus (Traité de l'astrolabe), traduction[15] d'al-Khawarizmi, dédié à Henri II ;
- une traduction des Tables astronomiques (ou Table indienne) du même, probablement d'après la version de Pierre Alfonsi[8] ;
- Centiloquium, traduction d'après un texte arabe du pseudo-Ptolémée (peut être d'Ahmad ibn Yusuf, l'auteur du Commentaire[16]) ;
- un abrégé de Introductorium magnum ad Astronomiam (Grande Introduction à la science de l'astrologie) d'Albumasar ;
- une traduction du Traité sur les talismans de Thābit ibn Qurra.

Traités
- Regule abaci (De l'abaque) ;
- De avibus (Traité des oiseaux) un traité de fauconnerie, dédié à Henri II;
- Quaestiones naturales seu physicae (Questions naturelles), un traité des sciences de la nature sous forme de dialogue, rédigé vers 1119-1120 ;
- De eodem et diverso (Sur le même et le différent), un traité philosophique sous forme de dialogue ;

### Sur Adélard de Bath
- (fr) Olivier Hanne, Adélard de Bath. Un passeur culturel dans la Méditerranée des croisades, Turnhout, Brepols, 2024  (ISBN 978-2-503-60570-8).
- (en) Louise Cochrane, Adelard of Bath : The First English Scientist, Londres, 1995  (ISBN 0-7141-1748-X).
- (en) Charles Burnett, Adelard of Bath and the Arabs, dans Rencontres de cultures dans la philosophie médiévale [Congrès. Cassino (Italie). 1989], sous la dir. de Jacqueline Hamesse et Marta Fattori, Louvain-la-Neuve et Cassino, 1990, p. 90-107 (Publication de l'Institut d'études médiévales. 2e série, 11)  (ISSN 0774-9295).
- (en) Menso Folkerts, Euclid in Medieval Europe, Munich, 1989 (en ligne) ; repr. 2006  (ISBN 0-86078-957-8).
- (en + fr) Adelard of Bath : an english scientist and arabist of the early twelfth century [Colloque au Warburg Institute, mai 1984], sous la dir. de Charles Burnett, Londres, 1987  (ISBN 0-85481-070-6).
- (en) Charles Homer Haskins, Studies in the History of Medieval Science, Cambridge, 1924 : repr. 1927, chapitre Adelard of Bath, p. 20-42 (en ligne payant).

#### Notices et comptes rendus
- (fr) Benoît Patar, Dictionnaire des philosophes médiévaux, Longueuil (Québec), 2006, s. v. Adelard of Bath, p. 29-31 avec bibliogr.  (ISBN 978-2-7621-2741-6) (en ligne).
- (fr) Clara Foz, Le traducteur, l'Église et le roi (Espagne, XIIe et XIIIe siècles), Arras et Ottawa, 1998, s. v. Adelard of Bath, p. 45-46  (ISBN 2-7603-0462-0) (en ligne).
- (fr) Charles Burnett, Adélard de Bath, dans Dictionnaire encyclopédique du Moyen Âge, 1, sous la dir. d'André Vauchez, Paris, 1997, p. 16-17  (ISBN 2-204-05790-8).
- (fr) Maurice Caveing, Les traductions latines médiévales des Éléments d'Euclide : à propos de deux publications récentes, dans Revue d'histoire des sciences, 44-2, Paris, 1991, p. 235-239 avec un bilan des éd. d'Adélard (en ligne).
- (fr) Victor Mortet, Ch. H. Haskins. Adelard of Bath, reprinted from The English historical review, July 1911 [compte rendu], dans Bibliothèque de l'école des chartes, 73-1, Paris, 1912, p. 103-105 (en ligne)
- Max Lejbowicz, Emilia Ndiaye (dir.), dossier « Adélard de Bath, Un scientifique, poète et musicien, situé dans son histoire », Cahiers de Recherches Médiévales et Humanistes, n° 31, juin 2016, p. 285-352.

### Sur le contexte médiéval
- (fr) Les relations culturelles entre chrétiens et musulmans au Moyen Âge, quelles leçons en tirer de nos jours ? [Colloque du 20 octobre 2004], sous la dir. de Max Lejbowicz , Turnhout, 2005  (ISBN 2-503-51803-6) (commentaires suppl.).